# Break Out! (chanson de Nanase Aikawa)
Pour les articles homonymes, voir Breakout.
Singles de Nanase Aikawa
Like a Hard Rain
(1996) Koigokoro
(1996)
Break Out! est le 4e single de Nanase Aikawa, sorti sous le label Avex Trax le 5 juin 1996 au Japon. Il atteint la 4e place du classement de l'Oricon et reste classé pendant 12 semaines pour un total de 336 000 exemplaires vendus. Break Out! et Imademo... se trouvent sur l'album Red et la compilation ID. Break Out! se trouve également sur la compilation Rock or Die.

## Liste des titres
| 1. | Break Out!                    |  |
| 2. | Imademo... (今でも…。)        |  |
| 3. | Break Out! (Original Karaoke) |  |